# Faustina (esposa de Constâncio II)
Faustina foi uma imperatriz-consorte romana do oriente, terceira esposa do imperador Constâncio II. A principal fonte sobre ela é o relato de Amiano Marcelino, mas nada se sabe sobre suas origens ou seus demais nomes.

## Casamento
Constâncio se casou com Faustina em Antioquia em 361 depois da morte de sua segunda esposa, Eusébia, em 360. Amiano relata simplesmente que o casamento ocorreu quando ele passava o inverno na cidade num dos intervalos da guerra romano-persa.
Ela estava grávida quando Constâncio morreu repentinamente em 5 de outubro do mesmo ano e deu à luz a filha póstuma dele, Flávia Máxima Constância, que se casaria futuramente com o imperador Graciano.

## Viúva
Em 28 de setembro de 365, Faustina estava presente quando Procópio recebeu o título de imperador em Constantinopla. A presença de Faustina e de sua filha pequena sugere que ele seria o herdeiro legítimo da Dinastia constantiniana, que ainda era tida em grande estima e Amiano acredita que isto teria ajudado a fomentar a lealdade por sua causa:
| “ | Valente convocou suas tropas e, juntando-se a Lupicínio e uma poderosa força de auxiliares, se apressou para Pessino, uma antiga cidade da Frígia, agora da Galácia. Tendo guarnecido de forma segura o local para que não sofresse nenhuma surpresa por ali, marchou seguindo o sopé de um grande monte chamado Olimpo e caminhos rochosos em direção à Lícia, planejando atacar Gomoário enquanto ele vagava por lá meio dormindo. Mas ele [Valente] foi recebido com uma resistência geral e obstinada, por esta razão em particular - que seu inimigo (como já foi mencionado), tanto na marcha e quando estava quase entrando em combate, levava consigo numa liteira a filha pequena de Constâncio e a mãe dela, Faustina; e, desta forma, inflamava as paixões dos soldados para que lutassem mais bravamente pela defesa da linhagem imperial, à qual ele [Procópio] alegava estar conectado | ” |
|   | — Amiano Marcelino, História. |   |

Depois da Batalha de Tiatira e a queda de Procópio em 366, Faustina desaparece dos registros históricos.